# Academia Petrina

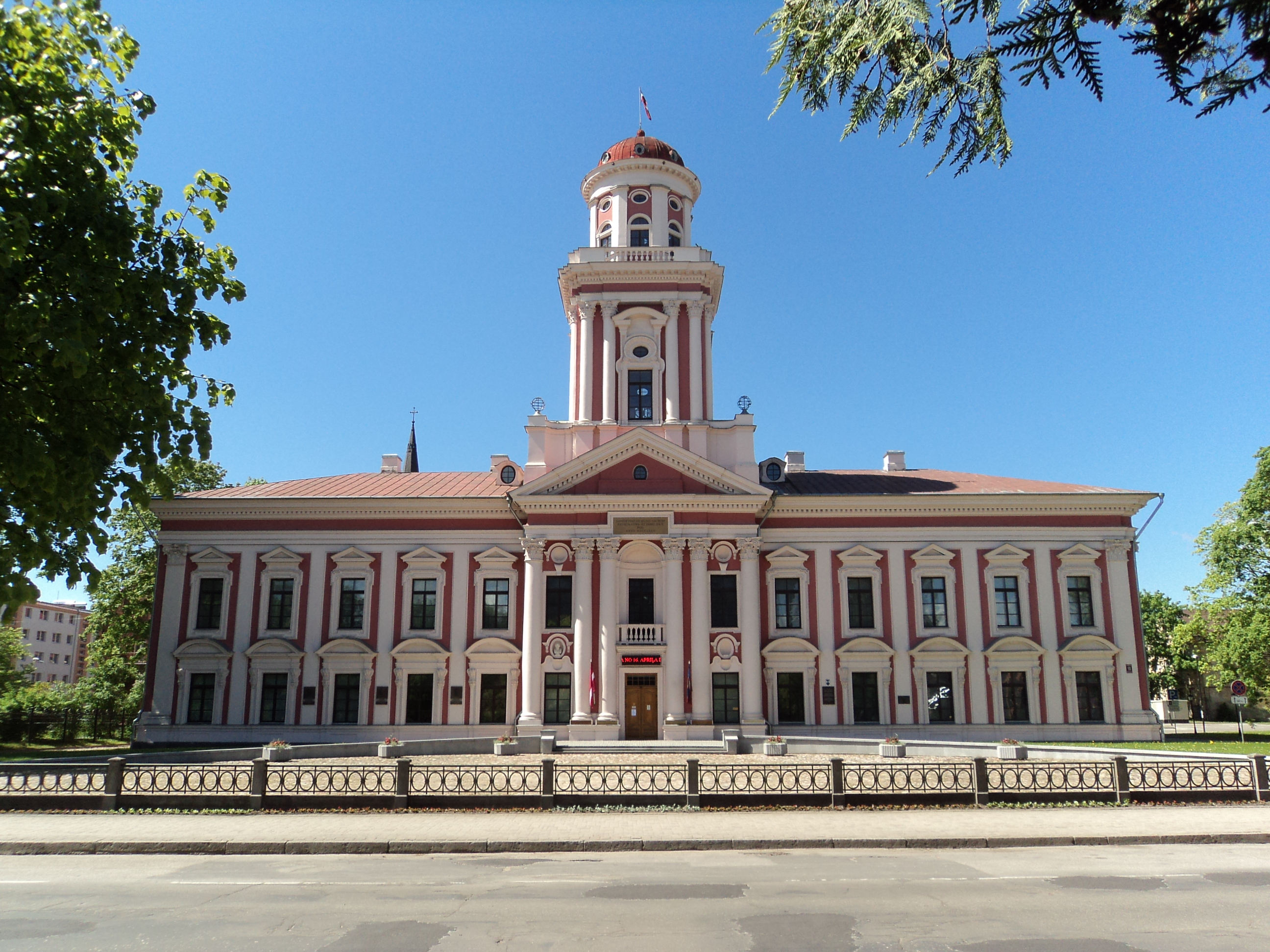

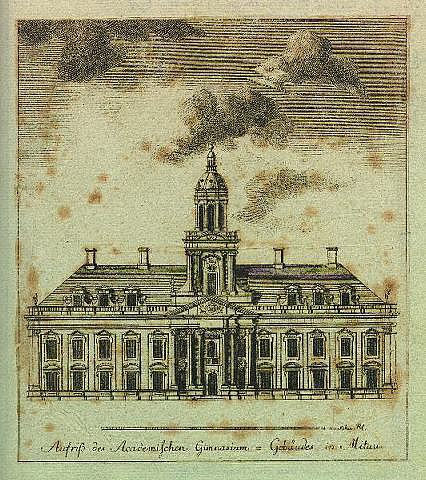

Academia Petrina fue un gymnasium academicum, la institución más antigua de enseñanza existente en Letonia. Está en la ciudad de Mitau.

## Historia
Establecer una institución de altos estudios fue una idea de Friedrich Wilhelm von Raison. El edificio fue modificado entre 1773 y 1775 por el arquitecto danés Severin Jensen. La academia fue fundada el 8 de junio de 1775 por Peter von Biron.

## Estudiantes notables
| Nombre, apellido                 | nacimiento | muerte | commento                    |
| -------------------------------- | ---------- | ------ | --------------------------- |
| Jānis Čakste                     | 1859       | 1927   | Presidente de Letonia       |
| Alberts Kviesis                  | 1881       | 1944   | Presidente de Letonia       |
| Antanas Smetona                  | 1874       | 1944   | Presidente de Lituania      |
| Ernestas Galvanauskas            | 1882       | 1967   | Primer ministro de Lituania |
| Mykolas Sleževičius              | 1882       | 1939   | Primer ministro de Lituania |
| Krišjānis Barons                 | 1835       | 1923   | folclorista letón           |
| Kārlis Mīlenbahs                 | 1853       | 1916   | filologista letón           |
| Wincenty Lutosławski             | 1863       | 1954   | filósofo polaco             |
| Eduard Alexander von der Brüggen | 1822       | 1896   |                             |
| Ulrich von Schlippenbach         | 1774       | 1826   | poeta baltico-alemán        |